# Kopaitic
Kopaitic je otok u otočju Duroch, uz zapadnu obalu Antarktičkog poluotoka, unutar Britanskog i Čileanskog Antarktičkog teritorija. Nalazi se 600 metara zapadno od rta Legoupil. Ime je dobio u čast čileanskog hrvatskog iseljenika Borisa Kopajtića O'Neilla. Poručnik Kopajtić je bio zapovjednik čileanske ekspedicije na otoku Greenwich, tijekom  čileanske antarktičke ekspedicije 1947.